# روتن، هلند
روتن (به هلندی: Rutten) یک منطقهٔ مسکونی در هلند است که در نورداوست‌پلدر واقع شده‌است. روتن ۱٫۷۷۹ نفر جمعیت دارد.